# Vlajka Spojeného království

Britská vlajka (Union Jack)
Poměr stran: 3:5

Britská vlajka (Union Jack)
Poměr stran: 1:2

Britská civilní námořní vlajka (Red Ensign)
Poměr stran: 1:2

Britská státní námořní vlajka (Blue Ensign)
Poměr stran: 1:2

Britská námořní válečná vlajka (White Ensign)
Poměr stran: 1:2

Vlajka Spojeného království zvaná Union Jack je vlajka Spojeného království Velké Británie a Severního Irska. Její současný vzhled pochází z roku 1801.
V minulosti se užívala ve všech zemích bývalé britské říše, v současnosti je Union Jack součástí vlajek některých britský zámořských území i dnes již suverénních států (viz seznam vlajek se symbolem Union Jack).

Lodní vlajka (Civil Jack) Poměr stran: 1:2

## Původ jména
Správný anglický název pro vlajku Spojeného království by měl být Union Flag, tedy vlajka unie. Jack je námořnický termín pro čelenovou vlajku – vlajku na přídi lodi v přístavu – a spojení Union Jack by tedy mělo být správně užíváno pouze ve spojení s lodní vlajkou. Avšak vzhledem k historickému významu britského námořnictva pro celou zemi přešlo námořnické označení do běžného jazyka a používá se dodnes.

## Historie vlajky

### Union Jack před rokem 1801

V roce 1603 skotský král Jakub VI. (James VI) zdědil anglický trůn, byl korunován a stal se z něj anglický král Jakub I. Stuart. Tímto aktem bylo anglické království (které od roku 1535 zahrnovalo i Wales) a skotské království spojené personální unií. Navzdory společnému panovníkovi obě země zůstaly samostatnými státy.
Roku 1606 byla vytvořena nová, společná vlajka, která se zatím používala pouze na lodích. Vlajka spojila anglickou vlajku (červený kříž na bílém pozadí, známý jako kříž svatého Jiří) a skotskou vlajku (bílý, diagonální kříž na modrém pozadí, označovaný jako kříž svatého Ondřeje). Vlajka Walesu (kříž svatého Davida) zahrnuta nebyla, protože Wales byl připojen k Anglii již o 70 let dříve.
V roce 1707 byla království Anglie a Skotska spojena a vytvořeno Království Velké Británie. Tento nový stát adoptoval společnou vlajku ke všem účelům, tedy i pro pozemní armádu.

### Vlajka po roce 1801
Současný Union Jack se používá od roku 1801, kdy byla spojena království Irska a Velké Británie a vytvořeno Spojené království Velké Británie a Irska. Na původní vlajku byl přidán irský kříž svatého Patrika (červený diagonální kříž v bílém poli). Tento kříž je umístěn pod anglickým křížem svatého Jiří a pouze polovinou šířky svých ramen překrývá skotský kříž svatého Ondřeje. Toto ztvárnění vyjadřuje, že irský kříž není nadřazený skotskému.
Kříž svatého Patrika je několika způsoby problematický. Tento symbol neměl v Irsku bohatou historii a jeho národní význam byl malý. Podle některých verzí byl „vymyšlen“ právě pro novou vlajku. Druhý problém vznikl v roce 1922, kdy větší část Irska opustila Spojené království a zformovala samostatný stát. V souvislosti s vlajkou se vynořila kontroverzní otázka: Co kříž svatého Patrika na Union Jacku představuje? Celé Irsko, nebo Severní Irsko?

## Použití na dalších vlajkách
Union Jack byl umístěn v kantonu (levém horním rohu) vlajek bývalých britských kolonií. V současné době zůstává na vlajkách Austrálie, Nového Zélandu, Tuvalu a Fidži. Union Jack je také umístěn na vlajce státu Havaj, jako odraz britského vlivu na tomto souostroví od konce 18. století.
Tvoří také součást praporců námořních a leteckých organizací Spojeného království (White Ensign (Royal Navy), Royal Air Force Ensign (RAF) a civilní British Civil Air Ensign (civilní letecké společnosti), Blue Ensign a Red Ensign) a některých zemí Commonwealthu.

## Rozměry a vyvěšení

Správné vyvěšení vlajky
Chybné vyvěšení vlajky
Správné vyvěšení vlajky
Chybné vyvěšení vlajky
Rozměry britské vlajky (při poměru stran 3:5)
Rozměry britské vlajky (při poměru stran 1:2)

## Zemské vlajky

Země Spojeného království

Spojené království je parlamentní monarchií složenou ze čtyř zemí. Země (kromě Severního Irska) užívají vlastní vlajky. Jedinou oficiální vlajkou užívanou v Severním Irsku je britský Union Jack. V letech 1953–1973 byl jako severoirská vlajka užíván tzv. The Ulster Banner, který vycházel ze severoirského znaku.
Korunní závislá území patří britskému panovníkovi, ale nejsou považována za součást Spojeného království. Ostrov Man, Jersey a Guernsey užívají vlastní vlajky.
Dalším územím jsou Britská zámořská území (anglicky British Overseas Territory), do roku 2002 byl používán termín Britská závislá území (British Dependent Territory). Předtím byla tato území známá jako britské nebo korunní kolonie. Většina těchto území také užívá vlastní vlajku.